# Castillo de Burriac
El castillo de Burriac o castillo de San Vicente de Burriac está construido en la colina de Burriac, ubicado a 401 metros sobre el nivel del mar entre las poblaciones de Argentona y Cabrera de Mar.
El castillo se construyó sobre una torre de defensa anterior; la primera documentación que habla de su existencia data del año 1017, en un documento que Berenguer Ramón I recibe de la condesa Ermessenda, su madre.
Entre los siglos XII y XIII se construyeron la torre del homenaje, los almacenes y la capilla.
Fue propiedad de la familia Sant Vicenç inicialmente (por ese motivo hasta 1313 se denominó Castillo de Sant Vicenç) y a partir del siglo XIV de la familia Bosc o Desbosch.
Hacia el siglo XVIII, el castillo dejó de utilizarse definitivamente, pero hasta 1836 no cesó la actividad de su capilla. Actualmente, pertenece al Ayuntamiento de Cabrera de Mar.